# هيذر فرينش هنري
هيذر فرينش هنري (بالإنجليزية: Heather French Henry)‏ هي عارضة أمريكية، ولدت في 29 ديسمبر 1974 في مايسفيل في الولايات المتحدة.

## وصلات خارجية
- هيذر فرينش هنري على موقع IMDb (الإنجليزية)